# Acidente Ferroviário de Castanheiro
O Acidente Ferroviário de Castanheiro foi um acidente ocorrido em 12 de Fevereiro de 2007, junto ao Apeadeiro de Castanheiro, no concelho da Carrazeda de Ansiães, em Portugal. Uma automotora descarrilou, provocando três mortos e dois feridos. Este foi o primeiro de uma onda de quatro acidentes, ocorrida em 2007–2008, que levou ao encerramento do troço inicial da Linha do Tua e à sua posterior submersão pela Barragem de Foz Tua.

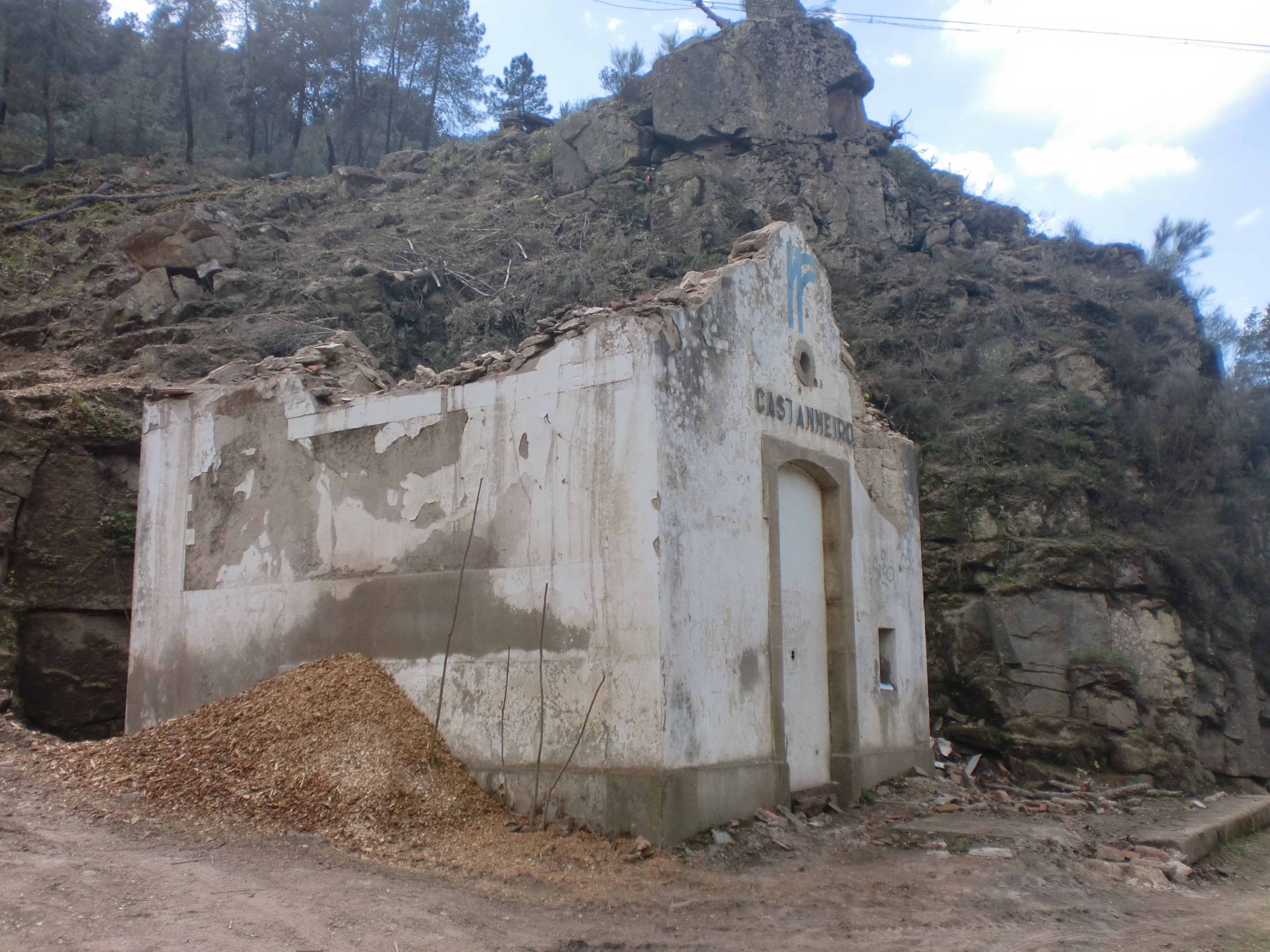
Apeadeiro de Castanheiro

## Acidente
Na altura do acidente, no interior da automotora estavam dois funcionários, o maquinista e o revisor, que seguiam na frente, e três passageiros, Orlando Barbosa, Sara Raquel e um empregado da estação de Foz-Tua, com o apelido de Marques, que estavam na parte traseira do veículo.
Antes da automotora passar, ocorreu um desabamento sobre a via férrea, tendo a linha ficado intransitável. Devido à fraca visibilidade que se fazia sentir na altura, por ser de noite e estar a chover, o maquinista não conseguiu ver a via obstruída a tempo de travar a automotora, pelo que o veículo colidiu contra as pedras, partindo os vidros e projectando Sara Raquel para o exterior. A automotora descarrilou em seguida e escorregou em direcção ao rio, fazendo pelo caminho uma reviravolta, após a qual Orlando Barbosa foi lançado para fora do veículo. A automotora caiu depois para o rio, tendo os três ferroviários morrido e os seus corpos levados pelas águas.

## Resposta e consequências
Os passageiros Orlando Barbosa e Sara Raquel sobreviveram ao acidente, tendo esta última sofrido apenas ferimentos ligeiros. Foram ambos resgatados por um helicóptero e transferidos para o Centro Hospitalar de Vila Real. Orlando Barbosa ficou no serviço de ortopedia, enquanto que Sara Raquel, devido às melhorias na sua condição, foi transportada para a unidade de saúde de Lamego. Foram destacados mergulhadores para encontrar os corpos das vítimas, faltando ainda encontrar dois dos corpos ao final da tarde do dia 14, quando as operações foram interrompidas, prevendo-se que recomeçassem no dia seguinte, e que se iriam concentrar entre o local do sinistro e a barragem de Bagaúste, que era o principal obstáculo a jusante. Ainda nesse dia, a automotora acidentada foi movimentada por um mecanismo hidráulico, foram feitas várias patrulhas de barco ao longo das margens e as grelhas da Barragem da Régua, no Rio Douro, foram verificadas por mergulhadores, sem sucesso.
Uma das vítimas foi encontrada junto à foz do Rio Tua, durante a tarde do dia 15. Faltava ainda encontrar o corpo do maquinista, de 24 anos.

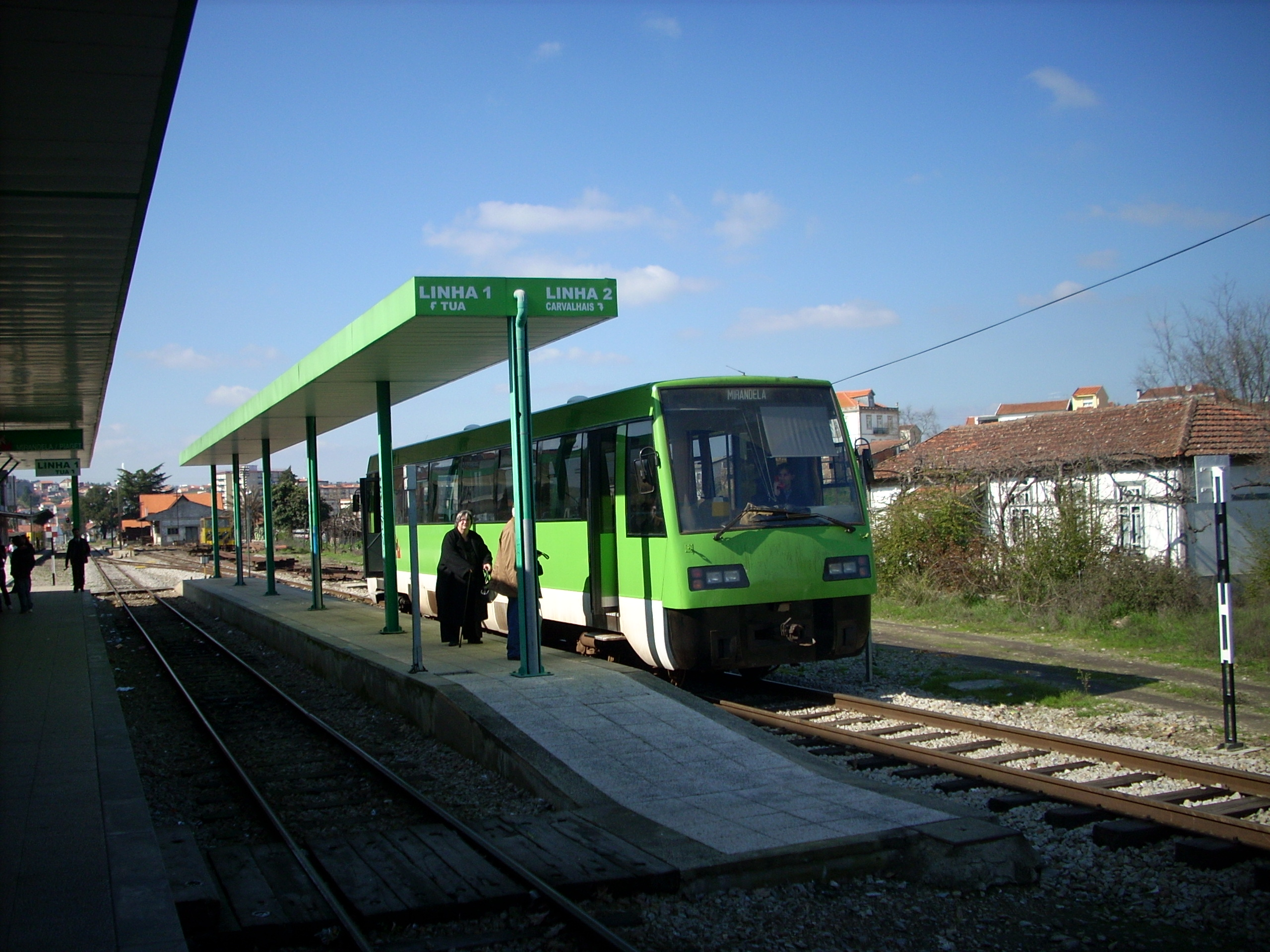
Automotora do mesmo tipo do que a envolvida no acidente, na Estação de Mirandela em 2008.

## Investigação
Em 14 de Fevereiro, o jornal Público recordou a existência de um relatório de 2001, onde se alertava para os problemas de segurança na Linha do Tua; em resposta, a Rede Ferroviária Nacional lançou um comunicado no mesmo dia, onde declarava que tinha empregado cerca de 2 milhões de Euros em obras na linha, e que em 2007 esperava gastar outro milhão e meio de Euros. Este comunicado foi criticado pelo jornal, por omitir que a maior parte daquele valor não tinha sido utilizado em obras de geotecnia na zona de maior perigo na linha, como tinha sido aconselhado pelo relatório de 2001, tendo sido quase totalmente investido na renovação da via férrea entre Abreiro e Mirandela, uma região em que a linha corria num planalto, e na modernização de passagens de nível. Além disso, o comunicado falhou em informar sobre alegadas lacunas na vigilância de certos troços da via férrea.
O jornal Público de 15 de Fevereiro avançou a hipótese que este acidente tinha sido causado por deslizamento de terras. Nesse dia, o Jornal de Notícias também publicou uma reportagem onde relatava que um dos helicópteros de resgate tinha estado parado devido a problemas de abastecimento de combustível em Vila Real, tendo o Serviço Nacional de Bombeiros e a Protecção Civil respondido que esta paragem não tinha comprometido as operações, uma vez que só ocorreu depois dos feridos terem sido evacuados.
O relatório preliminar do Instituto Nacional de Transporte Ferroviário colocou a hipótese que a via estaria desimpedida na altura do acidente, e que este teria ocorrido devido à queda de uma rocha, que teria abalroado a automotora na sua parte traseira, fazendo-a descarrilar.
No entanto, esta conclusão foi refutada pelo testemunho de um dos dois sobreviventes, que afirmou que tinha ouvido o maquinista quando este se apercebeu que a via férrea estava obstruída, e que a automotora não foi atingida pela queda de pedras. Segundo o jornal Público de 16 de Fevereiro, o relatório estava ainda em apreciação, e previa-se que só iria ser divulgado depois da Rede Ferroviária Nacional ter terminado o seu próprio relatório. Nessa altura os técnicos das duas empresas estavam a investigar se o acidente se teria dado na sequência de um sismo, que tinha ocorrido ainda durante a manhã, mas que teve sequelas durante todo o dia.
O jornal Público avançou que este acidente poderia ter sido evitado se tivesse sido instalado na Linha do Tua um sistema eléctrico, já utilizado na Linha da Beira Baixa, e que avisa um posto regulador caso ocorra a queda de pedras.